# Ghana op de Olympische Zomerspelen 1968
Ghana nam deel aan de Olympische Zomerspelen 1968 in Mexico-Stad, Mexico. In tegenstelling tot de vorige editie werd dit keer geen medaille gewonnen.

## Deelnemers en resultaten

### Atletiek
| Olympiër                                           | Discipline             | Resultaat | Prestatie                                                                      |
| -------------------------------------------------- | ---------------------- | --------- | ------------------------------------------------------------------------------ |
| Michael Ahey                                       | 100m (m)               | 31e       | serie 5: 3de in 10,59 kwartfinale 2: 8ste in 10,49                             |
| James Addy                                         | 200m (m)               | 18e       | serie 5: 3de in 21,00 kwartfinale 4: 5de in 20,90                              |
| Sam Bugri                                          | 400m (m)               | 10e       | serie 1: 4de in 45,88 kwartfinale 3: 4de in 46,08 halve finale 1: 5de in 45,92 |
| John Ametepey                                      | 800m (m)               | 25e       | serie 4: 4de in 1.50,7                                                         |
| William Quaye                                      | 400m horden (m)        | 10e       | serie 2: 6de in 51,6                                                           |
| Edward Owusu Michael Ahey William Quaye James Addy | 4x100m (m)             | 5e        | serie 1: 6de in 39,8 finale: 5de in 39,9                                       |
| Michael Ahey                                       | verspringen (m)        | 13e       | kwalificatie groep A: 5de met 7,77m finale: 13de met 7,71m                     |
| Johnson Amoah                                      | hink-stap-springen (m) | 24e       | kwalificatie groep B: 13de met 15,65m                                          |
|                                                    |                        |           |                                                                                |
| Alice Anum                                         | 200m (v)               | 20e       | serie 3: 7de in 23,9                                                           |
| Alice Anum                                         | verspringen (v)        | 22e       | kwalificatie groep A: 12de met 5,61m                                           |

### Boksen
| Olympiër        | Discipline  | Resultaat | Prestatie |
| --------------- | ----------- | --------- | --- |
| Joseph Destimo  | -51kg (m)   | 5e        | 1ste ronde: vrij 2de ronde: W van CAN Henry: scheidsrechterlijke beslissing kwartfinale: V van BRA Oliveira: 0-5 |
| Sulley Shittu   | -54kg (m)   | 9e        | 1ste ronde: W van NIG Dasuda: 4-1 2de ronde: W van HUN Szabo: 5-0 3de ronde: V van FRG Rascher: 2-3              |
| Joe Martey      | -60kg (m)   | 33e       | 1ste ronde: V van ITA Petriglia: 2-3                                                                             |
| Emmanuel Lawson | -63,5kg (m) | 17e       | 1ste ronde: vrij 2de ronde: V van MEX Lozano: 0-5                                                                |
| Aaron Popoola   | -67kg (m)   | 17e       | 1ste ronde: vrij 2de ronde: V van TUR Sandal: 2-3                                                                |
| Prince Amartey  | -71kg (m)   | 9e        | 1ste ronde: W van SUD Abdel: 4-1 2de ronde: V van GBR Blake: 1-4                                                 |
| George Aidoo    | -75kg (m)   | DNS       | 1ste ronde: niet gestart                                                                                         |
| Adonis Ray      | +81kg (m)   | 9e        | 1ste ronde: V van MEX Rocha: 1-4                                                                                 |

### Voetbal
| Olympiër | Discipline | Resultaat | Prestatie                                                                  |
| --- | ---------- | --------- | -------------------------------------------------------------------------- |
| John Eshun Charles Addo Ibrahim Sunday Kofi Osei Jones Atuquayefio George Alhassan Gbadamosi Amusa Sammy Sampene John Naawu Joseph Wilson Jabir Malik Olive Acquah Jonathan Kpakpo George Foley Gariba Abukari Bernard Kusi | mannen     | 9e        | groep C: 3de V van Israël: 3-5 G van Hongarije: 2-2 G van El Salvador: 1-1 |

| Groep C |             |             |             |             |             |            |            |            |        |
| #       | Land        | Wedstrijden | Wedstrijden | Wedstrijden | Wedstrijden | Doelpunten | Doelpunten | Doelpunten | Punten |
| #       | Land        | G           | W           | G           | V           | V          | T          | Saldo      | Punten |
| 1       | Hongarije   | 3           | 2           | 1           | 0           | 8          | 2          | +4         | 5      |
| 2       | IJsland     | 3           | 2           | 0           | 1           | 8          | 6          | +2         | 4      |
| 3       | Ghana       | 3           | 0           | 2           | 1           | 6          | 8          | -1         | 2      |
| 4       | El Salvador | 3           | 0           | 1           | 2           | 2          | 8          | –5         | 1      |

| Ronde      | Datum       | Plaats      | Land | Score | Land |
| ---------- | ----------- | ----------- | ---- | ----- | ---- |
| Groepsfase |             |             |      |       |      |
| 13 oktober | Léon        | Israël      | 5-3  | Ghana |      |
| 15 oktober | Guadalajara | Hongarije   | 2-2  | Ghana |      |
| 17 oktober | Léon        | El Salvador | 1-1  | Ghana |      |

Afghanistan · Algerije · Amerikaanse Maagdeneilanden · Argentinië · Australië · Bahama's · Barbados · België · Bermuda · Birma · Bolivia · Bondsrepubliek Duitsland · Brazilië · Brits-Honduras · Bulgarije · Canada · Centraal-Afrikaanse Republiek · Ceylon · Chili · Colombia · Congo-Kinshasa · Costa Rica · Cuba · Denemarken · Dominicaanse Republiek · Duitse Democratische Republiek · Ecuador · El Salvador · Ethiopië · Fiji · Filipijnen · Finland · Frankrijk · Ghana · Griekenland · Groot-Brittannië · Guatemala · Guinee · Guyana · Honduras · Hongarije · Hongkong · Ierland · IJsland · India · Indonesië · Irak · Iran · Israël · Italië · Ivoorkust · Jamaica · Japan · Joegoslavië · Kameroen · Kenia · Koeweit · Libanon · Libië · Liechtenstein · Luxemburg · Madagaskar · Maleisië · Mali · Malta · Marokko · Mexico · Monaco · Mongolië · Nederland · Nederlandse Antillen · Nicaragua · Nieuw-Zeeland · Niger · Nigeria · Noorwegen · Oeganda · Oostenrijk · Pakistan · Panama · Paraguay · Peru · Polen · Portugal · Puerto Rico · Roemenië · San Marino · Senegal · Sierra Leone · Singapore · Soedan · Sovjet-Unie · Spanje · Suriname · Syrië · Taiwan · Tanzania · Thailand · Trinidad en Tobago · Tunesië · Turkije · Tsjaad · Tsjecho-Slowakije · Uruguay · Venezuela · Verenigde Arabische Republiek · Verenigde Staten · Vietnam · Zambia · Zuid-Korea · Zweden · Zwitserland